# Bacoachi
Bacoachi là một đô thị thuộc bang Sonora, México. Năm 2005, dân số của đô thị này là 1456 người. Diện tích đô thị là 1,260.65 km² và dân số (nông thôn và thành thị) là 1.456 vào năm 2005, với 924 cư dân sinh sống ở ghế, thành phố. Độ cao của đô thị là 1,350 mét so với mực nước biển.
Bacoachi nằm về phía đông nam của Cananea và có ranh giới ở phía bắc với Naco , phía đông với Fronteras , phía đông nam với Nacozari , phía tây nam với Arizpe và phía đông với Cananea
Lãnh thổ ban đầu là nơi sinh sống của người da đỏ Opata Teguima, họ gọi khu định cư của họ là "". Năm 1649, Thuyền trưởng Simón Lazo de la Vega thành lập một thị trấn Tây Ban Nha ở cùng địa điểm. Tên có nghĩa là "rắn nước" trong ngôn ngữ bản địa.
Phần lớn đất là núi và là một phần của Sierra de Sonora. Nơi đây vẫn còn những khu rừng thông và nhiều loại động vật phong phú, bao gồm sói đồng cỏ, báo đốm, hươu, nai, gấu trúc, lợn rừng, chồn hôi và cú, cùng nhiều loài khác.
Dân số ngày càng giảm do nhập cư vào Hợp chủng quốc Hoa Kỳ .
Có ít con đường nhưng đô thị này được kết nối với thủ đô Hermosillo bằng đường cao tốc Hermosillo-Cananea.
Nông nghiệp và chăn nuôi gia súc là hoạt động kinh tế chính. Phần lớn ngành nông nghiệp là trồng cỏ nuôi gia súc, với số lượng hơn 25.000 con vào năm 2000.